# Mortuary Drape
Mortuary Drape est un groupe italien de black metal, originaire d'Alexandrie, dans le Piémont.

## Histoire
La première démo de Mortuary Drape, intitulée Necromancy, sort en 1987 et est suivie d'une deuxième intitulée Doom Return en 1989. En 1991, ils signent un contrat avec le label grec Decapitated et sortent leur premier EP Into the Drape. En 1994, ils enregistrent leur premier album All the Witches Dance, publié par Unisound.
L'EP Mourn Path est publié et le 31 octobre 1996. Dix ans exactement après la création du groupe, sort le deuxième album Secret Sudaria, dont la promotion les conduit sur de nombreuses scènes italiennes et étrangères. À la fin de la tournée, les trois cinquièmes du groupe quittent le groupe pour fonder un nouveau projet appelé The Magik Way. Le groupe retrouve alors sa formation initiale et enregistre en 1999 un nouvel album intitulé Tolling 13 Knell, publié par Avantgarde Music. Fin 2003, le label Wild réédite les deux premières démos du groupe en CD, avec une pochette originale et un nouvel artwork. Le 20 novembre 2004, le quatrième album Buried in Time est publié par Avantgarde. En 2007, le groupe participe à plusieurs festivals européens, dont l'Anti-Christ Crusade Tour, 13 jours de concerts à travers l'Europe. 

## Discographie
- 1994 : All the Witches Dance[3]
- 1997 : Secret Sudaria
- 2002 : Tolling 13 Knell
- 2004 : Buried in Time
- 2014 : Spiritual Independence[4]
- 2023 : Black Mirror

## Tournées
- 2008 : Northern Continental Tour with Volahn[5]